# Велко Петрович (писател)
Велко Петрович (на сръбски: Вељко Петровић) е сръбски писател, поет и академик.

## Биография
Велко Петрович е роден на 4 февруари 1884 г. в унгарския град Сомбор. Баща му е бил православен свещеник. От 1906 до 1907 г. е редактор на „Хърватия“, хърватско-сръбско списание за социални, политически и икономически изследвания, основано в Будапеща. Работил е и в различни списания в Загреб и Сараево. Петрович се жени за Мара Петрович.
От 1920 г. публикува своите романи – „Буня и други от Раванград“, предвоенни приказки, Дванадесет приказки (1921), „Промяна на съвестта“ (1922), „Три приказки“ (1922), „Изкушение“ (1924). През следващите години продължава с книгите „Изкушения“ (1924), „Приказки“ (1925), „Издънки от изгорелия храст“ (1932), „Пъдпъдъци в ръка“ (1948) – „Диханието на живота“ (1964).
Почива през 1967 г. в Белград.